# ATA

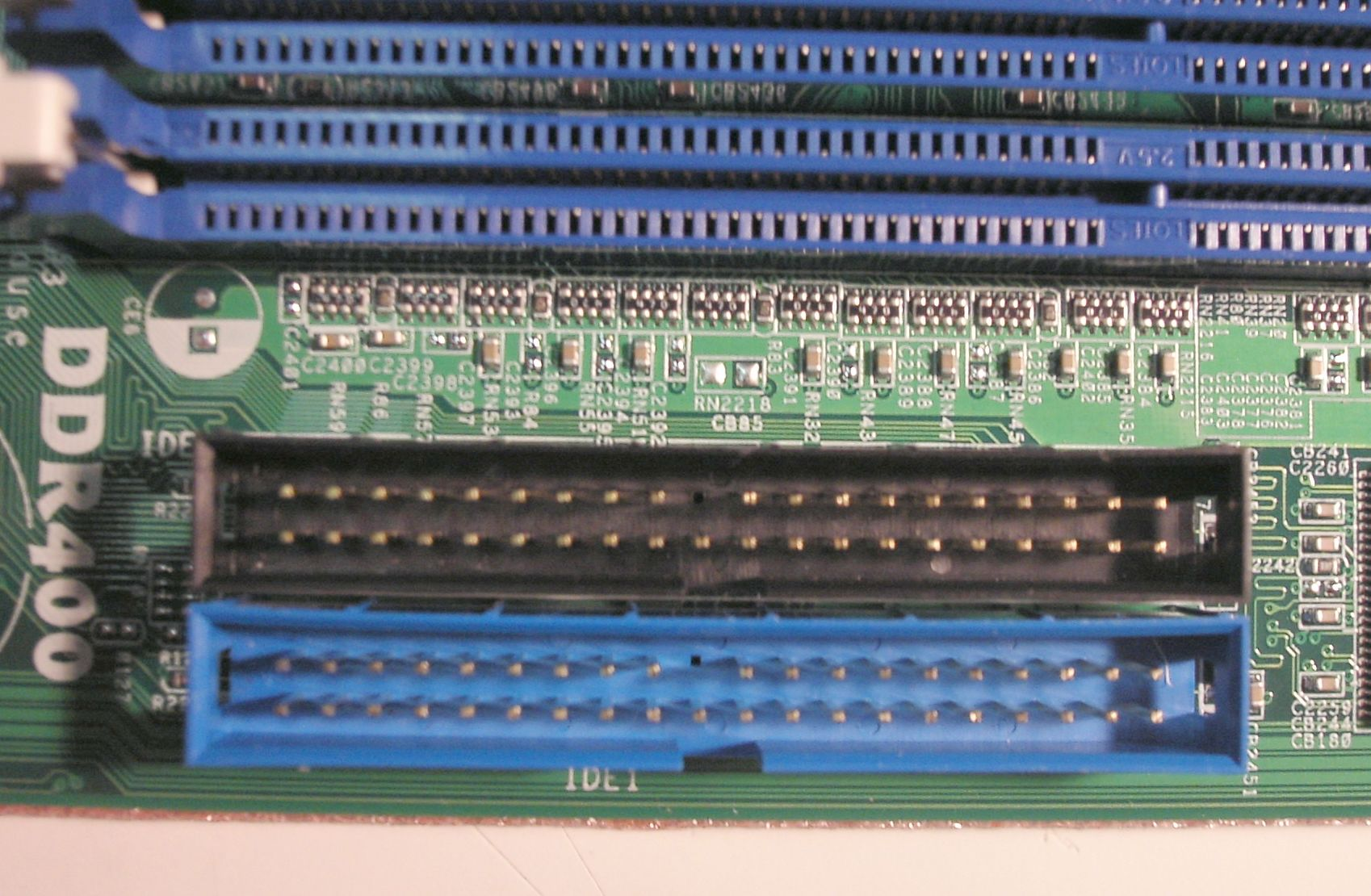
Socket IDE/ATA numa placa-mãe, logo acima dois sockets de memória RAM (DIMM).

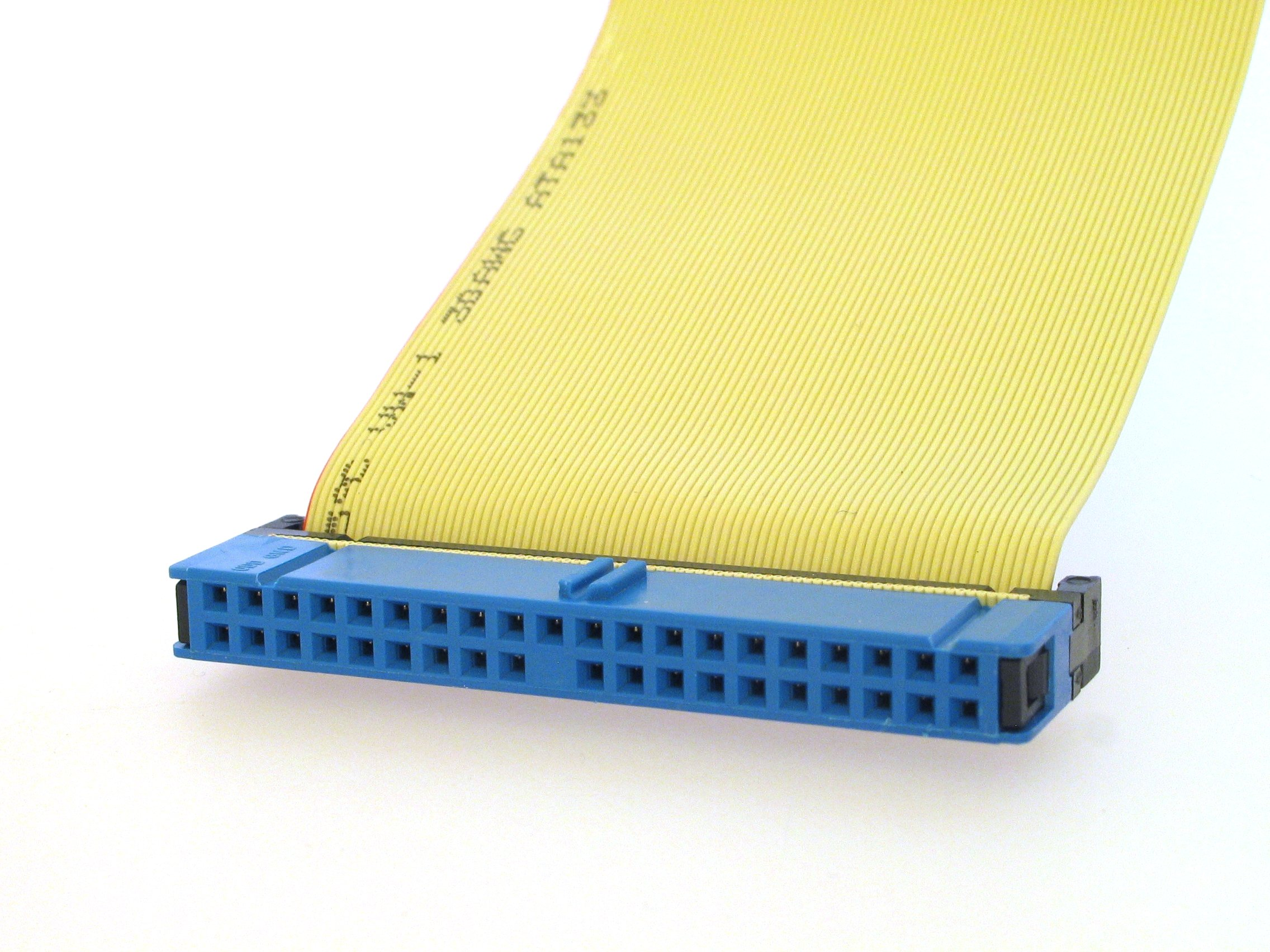
Conector com cabo.

ATA (acrónimo do inglês Advanced Technology Attachment), ou PATA, é um padrão de comunicação entre dispositivos de armazenamento em massa (como disco rígido e CD-ROM); um barramento no interior de computadores pessoais que conecta os adaptadores e os dispositivos. A evolução do padrão fez com que se reunissem em si várias tecnologias antecessoras, como:
- (E)IDE - (Extended) Integrated Drive Electronics
- ATAPI - Advanced Technology Attachment Packet Interface
- UDMA - Ultra DMA

Com a introdução do Serial ATA em 2003, o padrão ATA original foi retroactivamente renomeado para Parallel ATA (ATA Paralelo, ou PATA).
Este padrão apenas suporta cabos até 19 polegadas (450 mm), embora possam ser adquiridos cabos de maior comprimento, e é a forma menos dispendiosa e mais comum para este efeito.

## História

### IDE
Embora o standard tenha tido a designação ATA desde sempre, o mercado inicial divulgou a tecnologia como IDE (e sucessora E-IDE). Embora estas designações fossem meramente comerciais e não standards oficiais, estes termos aparecem muitas vezes ao mesmo tempo: IDE e ATA. O termo Integrated Drive Electronics (IDE) refere-se não somente à definição do conector e interface, mas também ao fato do controlador estar integrado na drive, não estando separado na/ou ligado à placa-mãe. Com a introdução do Serial ATA em 2003, esta configuração foi retroativamente renomeada para Parallel ATA (ou PATA, ATA Paralelo) referindo-se ao método como os dados eram transferidos pelos cabos desta interface.

### ATAPI
O interface foi projetado inicialmente apenas para conectar discos rígidos; com o advento de outros tipos de dispositivos de armazenamento - nomeadamente os de suporte removível, como drives de CD-ROM, tape drives, e drives disquetes de grande capacidade, como as ZIP — obrigou à introdução de extensões ao padrão inicial. É assim que surge a extensão ATAPI (do inglês Advanced Technology Attachment Packet Interface), cuja designação formal seria ATA/ATAPI.

### DMA
A partir do Windows 95, o desempenho propiciado pelo modo PIO tornou-se insuficiente para a transmissão de pacotes e era necessário encontrar uma solução.
A solução encontrada foi inserir nas placas mães um novo canal que interligava o host à memória RAM sem a interferência do processador. Esse canal que era um barramento ISA 16 bits, desviava os pacotes de informações do caminho do processador e enviando-os para a memória. O fato de ele tirar essa tarefa do processador melhorou o desempenho do hardware como um todo.

### Ultra DMA

#### ULTRA UDMA no BIOS
O DMA mostrou-se eficiente por algum tempo. Porém, o aumento da transmissão de bits em um caminho estreito, fez os desenvolvedores perceberem que era preciso alterar parâmetros da controladora sem alterar a essência. Então começou-se a procurar alternativas que minimizassem o estado de espera, mais conhecido como lentidão, em curto prazo. A solução encontrada na época foi criar um driver para inserir no BIOS dos computadores que tornasse possível alterar a largura de banda sem alterar características físicas da controladora como a frequência do barramento que comunica a controladora e o processador. O fato de um o chipset ser moderno para a época não significava que a versão do UDMA suportado pelo BIOS fosse a última versão lançada. Apear de ser criado 1998, os dispositivos que utilizavam a última versão do UDMA lançada, foram popularizadas em poucos BIOS e em poucos dispositivos, e permaneceu até a controladora cair em desuso.

#### ULTRA DMA Nos Sistemas Operacionais
O "Bus mastering IDE", que é o nome que recebia o driver contido nos S.O. passou a ser nativo no Windows Vista. Nessa época já estava em processo de migração para a controladora Serial ATA.

### Padrões ATA
| Standard | Outros Nomes                        | Novas Funcionalidades | Outras Funcionalidades                                         | Referência ANSI                   |
| -------- | ----------------------------------- | --- | -------------------------------------------------------------- | --------------------------------- |
| ATA-1    | ATA, IDE                            | PIO modo 0: 3.3 MBps PIO modo 1: 5.2 MBps PIO modo 2: 8.3 MBps Single-word DMA modo 0: 2.1 MBps Single-word DMA modo 1: 4.2 MBps Single-word DMA modo 2: 8.3 MBps Multi-word DMA modo 0: 4.2 | até 528 MB                                                     | X3.221-1994 (revogado desde 1999) |
| ATA-2    | EIDE, Fast ATA, Fast IDE, Ultra ATA | PIO 3,4: 11.1, 16.6 Multi-word DMA 1,2: 13.3, 16,6 | LBA (até 8.4 GB) Suporte para um máximo de 4 dispositivos ATA. | X3.279-1996 (obsoleto desde 2001) |
| ATA-3    | EIDE                                | " | S.M.A.R.T., Security                                           | X3.298-1997 (revogado desde 2002) |
| ATA-4    | ATAPI-4, ATA/ATAPI-4                | Ultra DMA/33: UDMA 0,1,2: 16.7, 25.0, 33.3 | comandos ATAPI                                                 | NCITS 317-1998                    |
| ATA-5    | ATA/ATAPI-5                         | Ultra-DMA/66: UDMA 3,4: 44.4, 66.7 | detecta cabos de 80 fios                                       | NCITS 340-2000                    |
| ATA-6    | ATA/ATAPI-6                         | Ultra-DMA/100: UDMA 5: 100 | Automatic Acoustic Management                                  | NCITS 347-2001                    |
| ATA-7    | ATA/ATAPI-7                         | Ultra-DMA/133: UDMA 6: 133 | --                                                             | NCITS 361-2002                    |